# Лунка Апеј (Сату Маре)
Лунка Апеј (рум. Lunca Apei) насеље је у Румунији у округу Сату Маре у општини Апа. Oпштина се налази на надморској висини од 135 m.

## Становништво
Према подацима из 2002. године у насељу је живело 23 становника, од којих су сви румунске националности.